# Mo Bamba

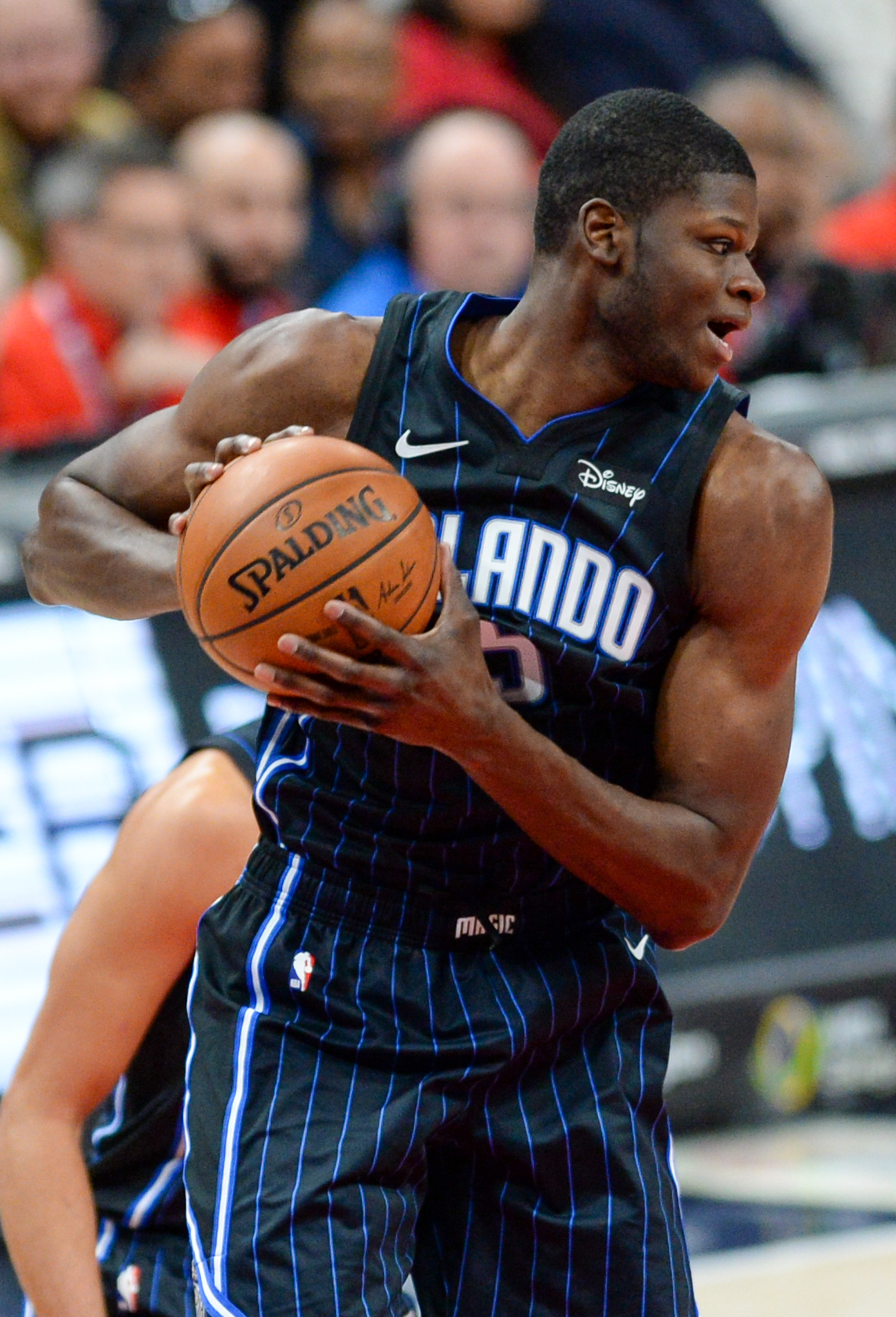
Mo Bamba, 2019.

Mohamed Karlakwan Damala "Mo" Bamba, född 12 maj 1998 i New York (Harlem), New York i USA, är en ivoriansk-amerikansk professionell basketspelare (C) som spelar för New Orleans Pelicans i National Basketball Association (NBA). Han har tidigare spelat för Orlando Magic, Los Angeles Lakers, Philadelphia 76ers och Los Angeles Clippers.
Bamba draftades av Orlando Magic i första rundan i 2018 års draft som sjätte spelare totalt.
Innan han blev proffs studerade Bamba på University of Texas at Austin och spelade för deras idrottsförening Texas Longhorns.